# Hydnoraceae
Hydnoraceae là danh pháp khoa học của một họ trong thực vật có hoa. Họ này được phần lớn các nhà phân loại học thực vật công nhận.
Hệ thống APG II năm 2003 và Hệ thống APG III năm 2009 cũng công nhận họ này và đặt nó trong bộ Hồ tiêu (Piperales) của nhánh phức hợp Mộc lan (magnoliids). Đây là sự thay đổi so với hệ thống APG năm 1998, trong đó người ta không đặt họ này vào bộ nào mà chỉ thuần túy gắn nó với nhóm cơ sở của thực vật hạt kín. Tuy nhiên, Hệ thống APG IV năm 2016 lại không công nhận họ này mà coi nó như là phân họ Hydnoroideae trong họ Aristolochiaceae.
Họ này bao gồm 2 chi với khoảng 7 loài thực vật ký sinh. Do không có ở Việt Nam nên không có tên gọi bằng tiếng Việt cho họ này.